# Matthias Armgardt
Matthias Armgardt (* 1968 in Arnsberg) ist ein deutscher Jurist und Hochschullehrer an der Universität Hamburg.

## Leben
Nach seinem Abitur am Gymnasium Laurentianum in Arnsberg 1988 begann Armgardt 1989 ein Studium der Rechtswissenschaften an der Universität Bochum, wo er als wissenschaftliche Hilfskraft von Hermann Dilcher arbeitete. Später wechselte Armgardt an die Universität zu Köln, wo er 1995 sein Erstes Juristisches Staatsexamen ablegte. Danach war er als wissenschaftlicher Mitarbeiter von Klaus Luig in Köln tätig, bei dem er zum Dr. iur. promovierte. 1999 legte Armgardt sein Zweites Staatsexamen am Oberlandesgericht Düsseldorf ab. In der Folge arbeitete er als Sozius in einer Wirtschaftskanzlei. 2005 kehrte Armgardt in die wissenschaftliche Laufbahn zurück und arbeitete fortan als wissenschaftlicher Assistent von Christoph Krampe an der Universität Bochum. Zwei Jahre später schloss er gleichwohl bei Klaus Luig in Köln seine Habilitation ab. Damit wurde Armgardt die venia legendi für die Fächer Bürgerliches Recht, Antike Rechtsgeschichte, Römisches Recht und Neuere Privatrechtsgeschichte verliehen.
Von 2008 bis 2009 vertrat Armgardt einen Lehrstuhl am Leopold-Wenger-Institut der Universität München. Seit dem Wintersemester 2009/10 war er Inhaber des Lehrstuhls für Bürgerliches Recht, Antike Rechtsgeschichte, Römisches Recht und Neuere Privatrechtsgeschichte an der Universität Konstanz, seit 2012 Prorektor für Lehre. Zum Wintersemester 2020 wechselte er auf den Lehrstuhl für Globale Rechtsgeschichte und Bürgerliches Recht an die Universität Hamburg.

## Veröffentlichungen (Auswahl)
- Das rechtslogische System der Doctrina Conditionum von G.W. Leibniz. Elwert, Marburg 2001, ISBN 3-7708-1169-0. (Dissertation)
- Antikes Lösungsrecht – eine Untersuchung zum jüdischen, griechisch-hellenistischen und römischen Recht. bislang ungedruckt, Köln 2007. (Habilitationsschrift)